# 南極高原 (火星)
南極高原（拉丁語：Planum Australe，南方的平原；Planum 是指高海拔的平原或高原）是火星南極的一個高原。延伸範圍的北方界線大約 75°S，中心位置在 83°54′S 160°00′E / 83.9°S 160.0°E。NASA原定以火星極地著陸者號研究當地地質，但在降落過程中在火星大氣層內失去聯絡，任務失敗。

## 冰帽
南極高原部份區域被由水冰和乾冰組成的永久冰帽覆蓋，厚度約 3 公里。火星南半球冬季時季節性冰帽會覆蓋在永久冰帽上，最北界線可到達 60°S，厚度約 1 公尺。冰帽面積的縮小可能是因為地區性的氣候變化或大範圍的全球暖化造成。

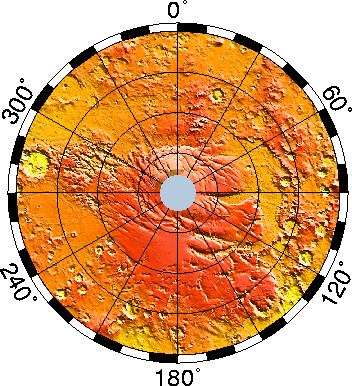
火星南極的地形圖。注意南極高原的高程比周圍隕擊高原要高。點選可看大圖。

1966年 Leighton 和 Murray 提出火星極區冰帽儲存的二氧化碳含量遠比火星大氣層中的二氧化碳量多。但現在一般認為火星兩極大部分是水冰。火星兩極都有季節性的薄層固態二氧化碳；而在南極有一個永久性的殘餘二氧化碳冰帽覆蓋在水冰形成的冰帽上，厚度約 8 到 10 公尺。也許關鍵論點是大塊的冰層其實是水冰，因為乾冰的機械強度並不足以使一個厚度 3 公里的冰帽處於長期穩定狀態。
歐洲太空總署的火星快車號探測資料顯示南極高原冰帽可分為三個主要的部份。反照率最高的部份冰帽組成成分約 85% 是乾冰，15% 是水冰。第二部份則是冰帽與周圍平原交界的邊緣陡坡，幾乎全由水冰組成。最後一部分是環繞冰帽的永久凍土區，從邊緣的陡坡向北方延伸數十公里。
永久冰帽的中心並非位於 90°S，而是位於地理南極點北方約 150 公里處。火星西半球的兩個巨大撞擊坑-希臘平原和阿爾及爾平原使火星南極的永久冰帽區產生了永久的低氣壓。因此造成的氣候模式產生反照率較高的蓬鬆白雪。這是相對於火星南極東半部因為只有少量雪產生的黑冰（Black ice）。

## 地表特徵
南極高原可分為兩個區域 - 南极舌状地(Australe Lingula)和普罗米修斯舌状地(Promethei Lingula)，這兩個區域由以下數個峽谷分隔：普罗米修斯深谷、乌尔蒂马峡谷、南極峽谷和南極槽溝。理論上認為這些峽谷是因為下降風（katabatic wind）造成。南極高原內最大的撞擊坑是麥克默多撞擊坑。

### 火星噴泉

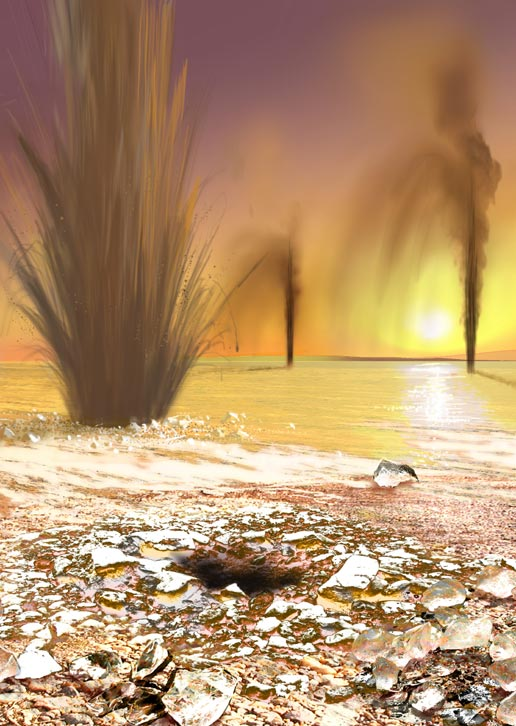
藝術家筆下的火星噴泉噴發出含沙的噴流 (NASA出版；榮恩·米勒繪。

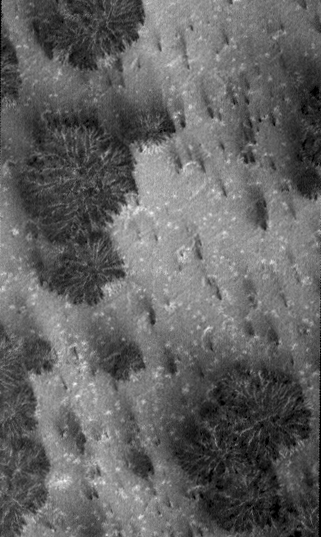
由類似噴泉系統產生的「暗色砂丘斑點」（dark dune spots）近距影像。

火星南極冰帽的季節性結霜和溶霜產生了類似蜘蛛的放射狀渠道，而這些渠道因為太陽光照射造成其深度約 1 公尺。接著，昇華的乾冰（也可能是水冰）增加了內部壓力，噴出冰冷流體和由玄武岩風化後形成的暗色的泥沙混和的物質，相當類似噴泉。這樣的過程相當快速，並且觀察到在該區域的地質可能在幾天、幾星期或幾個月內變化，其變化速度不尋常地快，尤其是對火星而言。目前尚無派遣探測器登陸探測「暗色沙丘斑點」（dark dune spots）或「火星蜘蛛」（spider）區域的計畫。

## 外部連結
- Accumulation and erosion of south polar layered deposits in the Promethei Lingula region, Planum Australe, Mars  （页面存档备份，存于）
- Planum Australe on Google Mars（页面存档备份，存于）.
- Stratigraphy and Topography of McMurdo Crater area, Planum Australe, Mars （页面存档备份，存于）
- Topographic maps of the Martian South Pole （页面存档备份，存于）
- USGS map of Planum Australe （页面存档备份，存于）